# 人日
人日指每年農曆正月初七，出自於東方朔的占候之術，以當日之陰晴，斷定所主之物衰旺，後來初七人日變為慶祝人的日子，於「正旦畫雞於門，七日帖人於帳」。人日亦稱為“七元节”、「人勝節」、「人慶節」、「人口日」及「人七日」，越南稱為開賀節。

## 典故
傳說漢代東方朔的占書記載，農曆新年的首八天為人類和不同畜牧作物的占日，依次序為「初一是雞，初二是狗，初三是豬，初四是羊，初五是牛，初六是馬，初七是人，初八是穀。」當天天氣晴朗，預示此物今年興旺。晉朝董勛《答問禮俗說》記載：「正月一日為雞，二日為狗，三日為豬，四日為羊，五日為牛，六日為馬，七日為人。」

## 食俗

### 華人
人日當天會吃的有七菜羹或七菜粥、及第粥、面条、麵線、盒子菜等。有些地區會於庭院攤煎餅「熏天」。馬來西亞和新加坡華人則會以「七彩魚生」代替七菜羹。粵港人喜愛吃及第粥。

### 日本
日本人於人日會吃七草粥。

## 習俗
據說漢代已有人日習俗，至魏晉後更開始受重視。古人會於人日當天戴上「人勝」（一種頭飾），从晋朝开始有剪彩为花、剪彩为人，或镂金箔为人来贴屏风，也戴在头发上。此外还有登高赋诗的习俗。唐代後，皇帝會賜彩縷、人勝及登高大宴群臣。若人日天氣晴朗，則主當年人口平安、出入順利。
宋朝人過人日，會在窗戶上面雕畫小人、去道觀裡燒高香、吃酸餡。
人日當天亦有放花炮、煙花等習俗。
亦有習俗，禁止宰殺當天占候所主之物；以及不會對小孩進行管教和對囚犯用刑。
有些地區在過年期間到人日才可以洗頭和做針線活（其他日子則不允許）等，朝鮮傳統把人日視為開市日。

## 軼事
- 清代乾隆皇帝認為自己於雍和宮出生，故每年人日都會到雍和宮瞻禮，據《清高宗御制詩集》記載：「來瞻值人日，吾亦念初生。」

## 延伸阅读
[在维基数据编辑]
 《欽定古今圖書集成·曆象彙編·歲功典·人日部》，出自陈梦雷《古今圖書集成》

## 外部連結
- 初七人日　中國朝姓之旅 （页面存档备份，存于）
- 初七人日撈魚生慶生日（页面存档备份，存于）
- 農曆網
- 乾隆出生地點之謎（页面存档备份，存于）